# Torre de Ca Poblet
La Torre de Ca Poblet és una obra de Vila-seca (Tarragonès) declarada Bé Cultural d'Interès Nacional.

## Descripció
La torre de Ca Poblet es molt semblant a la torre de que hi ha a la cantonada del carrer Monterols amb el carrer de les Creus. És una torre cantonera que ha estat molt transformada i passa totalment desapercebuda. Tots els murs estan arrebossats, excepte l'angle de carreus.

## Història
La població de Vila-seca es defensava mitjançant un seguit de torres -dotze concretament, algunes de les quals s'han conservat fins als nostres dies- que formaven un doble clos emmurallat. Aquestes torres tenen en comú la planta quadrangular, la distribució interior dels pisos, el tipus de material constructiu emprat i la forma de construcció. En origen podrien haver tingut merlets, però no s'observa cap senyal de l'existència de matacans. El gruix dels murs està al voltant dels 75 cm. El nucli més antic, corresponent al primer recinte emmurallat de Vila-seca, fa una forma de rectangle i queda delimitat pels carrers Major, Monterols i Riudoms.